# Consejo de Estado de Chile
El Consejo de Estado de Chile ha existido en tres momentos de la historia nacional: en las constituciones de 1823 y 1833, y el creado por la dictadura militar como organismo asesor y redactor de la Constitución de 1980.

## Consejo de Estado de 1823
Creado según los artículos 28 al 34 de la Constitución Política y Permanente del Estado de Chile de 1823 —derogada en 1824—, sus funciones eran de iniciador de los proyectos de ley y presupuestos de gasto fiscal los que pasaban posteriormente al Senado para su aprobación. También participaba en el nombramiento de los ministros de despacho.

## Consejo de Estado de 1833
Creado según los artículos 102 al 107 de la Constitución de 1833 y las modificaciones de la reforma de 1874, dejó de funcionar con la aplicación de la Constitución de 1925.
Sus funciones eran:
- servir de órgano de consulta en los casos que lo solicitare el Presidente de la República
- presentar las vacantes ante el presidente del poder judicial (juzgados de letras de primera instancia y del Tribunal Superior) previa propuesta de los tribunales
- proponer las ternas para los arzobispos, obispos, dignidades y prebendas de las iglesias catedrales
- conocer todas las materias del patrono
- conocer las competencias ante autoridades administrativas y las que se efectúen entre estas y los tribunales de justicia
- resolver las disputas que se susciten sobre contratos o negociaciones celebradas por el Estado
- declarar si da a lugar o no a las acusaciones criminales contra los agentes del gobierno interior

El presidente podía proponer a la deliberación del Consejo de Estado: todos los proyectos de ley que juzgue necesario proponer al Congreso; los proyectos ya aprobados por el Congreso que pasen el presidente; todas las materias que la Constitución expresamente señale que deben ser oídas por el Consejo; la ley de presupuestos que se ha de pasar al Congreso; y todos los negocios que estime conveniente el presidente.
Estaba presidido por el presidente de la República, e integrado por:
- los Ministros de Estado
- miembros de las cortes superiores de justicia
- eclesiástico constituido en dignidad
- un general de Ejército o Armada
- el jefe de alguna oficina de Hacienda
- dos personas que hayan servido como ministros de Estado o misiones diplomáticas y dos personas que se hayan desempeñado como intendentes, gobernadores o las municipalidades.

La reforma de 1874 cambia su composición a:
- tres consejeros elegidos por el Senado
- tres consejeros elegidos por la Cámara de Diputados
- un miembro de las Cortes superiores de Justicia residente en Santiago
- un eclesiástico constituido en dignidad
- un general de Ejército o Armada
- el jefe de alguna oficina de Hacienda
- una persona que se haya desempeñado como intendente, gobernador o en una municipalidad

## Consejo de Estado de 1976
Fue creado por el Decreto Ley N.º 1.319 del 9 de enero de 1976, como organismo asesor superior del presidente. Sus discusiones eran secretas, así como sus dictámenes, los cuales constituían una mera opinión no vinculante. Estaba integrado por los expresidentes de la República, Jorge Alessandri y Gabriel González Videla (Eduardo Frei no aceptó participar), un expresidente de la Corte Suprema; un excontralor General, un exembajador, un exministro de Estado, un exrector y académicos, representantes de las Fuerzas Armadas, Carabineros y de organizaciones sociales.